# NGC 5278
NGC 5278 је спирална галаксија у сазвежђу Велики медвед која се налази на NGC листи објеката дубоког неба.
Деклинација објекта је + 55° 40' 14" а ректасцензија 13h 41m 39,9s. Привидна величина (магнитуда) објекта NGC 5278 износи 12,9 а фотографска магнитуда 13,7. NGC 5278 је још познат и под ознакама UGC 8677, MCG 9-22-101, MK 271, ARP 239, CGCG 271-58, CGCG 272-3, VV 19, IRAS 13397+5555, KCPG 390A, 1ZW 69, PGC 48473.